# Tennistoernooi van Moskou 2005
|                                      |  |                                      |
| Mary Pierce, winnares bij de vrouwen |  | Igor Andrejev, winnaar bij de mannen |

Het tennistoernooi van Moskou van 2005 werd van 10 tot en met 16 oktober 2005 gespeeld op de overdekte tapijtbanen van het oude Olympisch stadion Olimpijskij in de Russische hoofdstad Moskou. De officiële naam van het toernooi was Kremlin Cup.
Het toernooi bestond uit twee delen:
- WTA-toernooi van Moskou 2005, het toernooi voor de vrouwen
- ATP-toernooi van Moskou 2005, het toernooi voor de mannen

ATP-toernooi van Moskou – WTA-toernooi van Moskou

1996 · 1997 · 1998 · 1999 · 2000 · 2001 · 2002 · 2003 · 2004 · 2005 · 2006 · 2007 · 2008 · 2009 · 2010 · 2011 · 2012 · 2013 · 2014 · 2015 · 2016 · 2017 · 2018 · 2019 · 2020 · 2021